# Meteoritenfall Otterskirchen (1969)
Koordinaten: 48° 37′ 0″ N, 13° 17′ 0″ O
Am 10. April 1969 leuchtete über Otterskirchen eine sehr langsame Feuerkugel auf, die zwischen Passau und Vilshofen verlöschte. Sie wurde von zahlreichen Augenzeugen gesichtet und von fünf Kameras des Europäischen Feuerkugelnetzes aufgezeichnet.

## Fallbericht der Volkssternwarte in München
Zahlreiche Augenzeugen beobachteten eine unbekannte, helle und große Erscheinung über Passau. Der folgende Augenzeugenbericht über das „unbekannte Feuerkugelobjekt“ wurde per Fax an die Volkssternwarte in München weitergeleitet:

„Am Abend des 10.4. circa 22:40 Uhr war ich in der Nähe von Strengberg auf der Autobahn unterwegs in Richtung Salzburg. Es war eine besonders klare Nacht. Plötzlich tauchte eine außerordentlich helle und große Erscheinung auf, die das Blickfeld der Windschutzscheibe von links nach rechts – etwa SW-NO – durchzog. Das Objekt ist als langgestreckter, weißglühend leuchtender Körper zu beschreiben, dessen Kopfende beinahe Monddurchmesser zu haben schien. Die Länge war schätzungsweise fünf- bis sechsmal so groß. Am Ende des weißglühenden Teiles war ein noch längerer, dunkel-feuerroter, vehement nach hinten ausgestoßener Schweif zu sehen, der sich erst am Ende auflockerte. Am Ende der annähernd 4-5 Sekunden lang sichtbaren Flugbahn schien der weißglühende Teil raketenartig zu zerplatzen. Eine Detonation war im geschlossenen Wagen nicht vernehmbar.“

## Rekonstruktion der Flugbahn
Auch wenn die Kameras des Feuerkugelnetzes den Meteoriten nicht einwandfrei aufnehmen konnten, konnte die Bahn und das Aufschlaggebiet des Meteoroiden ermittelt werden:
Den Berechnungen zufolge erreichte eine Endmasse von circa 5–10 Kilogramm den Erdboden und schlug in der Nähe des Ortes Otterskirchen in Niederbayern auf. Abbremsverhalten und Verlauf der Leuchtkurve ließen folgern, dass es sich um einen Steinmeteoriten vom Typ eines Kohligen Chondriten aus dem Asteroidengürtel handeln musste. Dieser Meteoroid-Typus neigt stark zur Fragmentierung. Aus diesem Grund wird eher ein Schauer mehrerer kleiner Bruchstücke als der Fall eines Einzelkörpers vermutet.
Dank der Aufzeichnungen des Feuerkugelnetzes kann man sehr sicher sein, dass Fragmente die Erde erreicht haben. Das mutmaßliche Streufeld befindet sich im Nordwesten der Stadt Passau, zwischen den Ortschaften Otterskirchen, Aicha vorm Wald, Neukirchen vorm Wald und Tiefenbach.

## Erfolglose Suche trotz Belohnung
Trotz Koordination der Suche durch Experten des Max-Planck-Instituts und einer ausgesetzten Belohnung von 500 DM konnte bis heute kein Fragment des Meteoriten gefunden werden. Obwohl einige Meldungen von Bürgern eingingen, erwiesen sich diese alle als falsch.